# Uncinia viridis
Uncinia viridis là loài thực vật có hoa trong họ Cói. Loài này được (C.B.Clarke) Edgar miêu tả khoa học đầu tiên năm 1970.